# Thomas-Gruppe
Die Thomas-Gruppe, rechtlicher Name: thomas Beteiligungen GmbH (Eigenschreibweise: thomas gruppe), ist eine familiengeführte Unternehmensgruppe der Bau- und Baustoffbranche. Mit mehr als 40 Standorten in Deutschland, Polen und Dänemark ist die Thomas-Gruppe in den drei Geschäftsfeldern aktiv: Betonbauteile, Beton, Zement.

## Geschichte
Am 23. September 1930 gründete Emil Thomas das Tiefbauunternehmen Emil Thomas in Würrich. Mit seiner ersten Straßenbaukolonne stellte Emil Thomas Teile der zerstörten Hunsrückstraßen wieder her. Durch den Zweiten Weltkrieg erlitt das Unternehmen große Verluste. Anfang der 1950er Jahre zog die Firma nach Kirchberg/Hunsrück um. Großaufträge sorgten dafür, dass der Maschinenpark durch Investitionen ständig vergrößert wurde. Durch den technischen Fortschritt in den 1960er Jahren musste die Zahl der Mitarbeiter verringert werden. 1965 wurde die thomas KG Straßen- und Tiefbauunternehmung in Bingen gegründet. 1978 übernahm Eckhardt Thomas das Unternehmen. Er änderte das Arbeitsgebiet hin zu größeren Straßenbauprojekten, vergrößerte die Zielregion und beschleunigte die Durchführung der Projekte durch größere Mechanisierung und Modernisierung. Mitte der 1980er Jahre stieg Eckhardt Thomas in das Baustoffgeschäft ein, erwarb den Argenthaler Steinbruch und mehrere Betonwerke. 1989 übernahm Eckhardt Thomas thomas bau Weimar, so wie dornburger zement, ein mittelständisches Zementwerk in Thüringen. Hinzu kam das Transportbetongeschäft in den neuen Bundesländern.
2006 wurde die Thomas-Gruppe, mit der Übernahme des Betonbauteilewerks Hofmann in Günthersleben, um das Geschäftsfeld Betonbauteile erweitert. Seit diesem Zeitpunkt wächst das Geschäftsfeld durch Übernahme von Betonwerken stetig. Dazu gehören die Firmen: Heinrich Schnabel GmbH & Co. Fertigdecken KG, Betoform GmbH & Co. KG, Bussemas Betonbauteile GmbH & Co. KG, Betonwerk Fehrbellin GmbH & Co. KG, Rostocker Elementdecken GmbH, HV Betonwerk Anhalt GmbH, HV Fertigteile GmbH, Betonwerk Moorkaten GmbH & Co. KG, Betonwerk Melsdorf GmbH & Co. KG und Schnabel Betonbauteile GmbH & Co. KG. Mittlerweile deckt das Geschäftsfeld Betonbauteile mit 18 Produktionsstandorten und 3 Vertriebs- und Planungsbüro den Raum nördlich der Mainlinie fast flächendeckend ab.
Des Weiteren wurde das Geschäftsfeld Transportbeton durch den Anschluss von zahlreichen neuen Werken und durch mittelständische Partnerschaften erweitert. 2011 bildete sich, durch den Zusammenschluss der mittelständischen Unternehmen Mühlherr Kies & Beton und thomas, die mth-beton GmbH & Co. KG. Dadurch werden 7 Transportbeton-Standorte im oberfränkischen Raum betrieben.

## Geschäftsfelder
- Betonbauteile: 13 Produktionsstandorte und 2 Vertriebs- und Planungsbüros in Deutschland.[8]
  - Produkte und Dienstleistungen: Elementdecken, Elementwände, Massivwände, Massivdecken (Normal- und gefügedichter Leichtbeton), Treppen (gerade, gewendelt), Balkone, Stützen und Spannbetonbinder bis 80 to.[9]
- Beton: 25 Transportbetonwerke in Deutschland.[10]
  - Produkte und Dienstleistungen: Betone, Sonderbetone wie hochfeste Betone, strahlensichere Betone, Betone für Ingenieurbau nach ZTV-Ing., wasserundurchlässige Betone, Spritzbetone, Drainagebetone, Faserbetone, Flüssigböden, Spezialestriche.[11]
- Zement: Zementwerke in Erwitte, Dornburg-Camburg bei Jena, Karsdorf und Sötenich in der Eifel. Zudem werden im Rahmen des firmeneigenen Kompetenzzentrums auch 2 Betonprüfstellen betrieben.[12]
  - Produkte und Dienstleistungen: Zemente, Spezialbindemittel und Sonderbaustoffe für jede Art von Bauprojekt.[13]

## Förderpreis
Seit 1999 verleiht die Dornburger Zement GmbH & Co. KG jährlich einen Förderpreis an Studierende der Bauhaus-Universität Weimar. Das Unternehmen verleiht diese Auszeichnung an erfolgreiche Abschlussarbeiten mit praxisbezogenem Forschungsthema, deren Ergebnisse direkte Anwendung in der Baustoffbranche finden können.

## Auszeichnungen
2016 wurde die thomas GmbH Simmern für eine mit sehr gutem Erfolg durchgeführte Ausbildung von der IHK Koblenz ausgezeichnet.